# Sestav petih zvezdnih prisekanih heksaedrov
Sestav petih zvezdnih prisekanih heksaedrov je v geometriji sestav uniformnih poliedrov, ki jih sestavlja pet zvezdnih prisekanih heksaedrov. Tvorijo zvezno prisekanje vsake kocke v sestavu petih kock, ki nastanejo z zvezdnim prisekanjem vsake kocke v sestavu petih kock.

Sklic v preglednici na desni se nanaša na seznam sestavov uniformnih poliedrov.

## Kartezične koordinate
Kartezične koordinate oglišč tega telesa so vse ciklične permutacije vrednosti:
(±(2−√2), ±√2, ±(2−√2))
(±τ, ±(τ−1−τ−1√2), ±(2τ−1−τ√2))
(±1, ±(τ−2+τ−1√2), ±(τ2−τ√2))
(±(1−√2), ±(−τ−2+√2), ±(τ2−√2))
(±(τ−τ√2), ±(−τ−1), ±(2τ−1−τ−1√2))
kjer je τ = (1+√5)/2 zlati rez, ki ga včasih pišemo kot φ.

## Vir
- Skilling, John (1976), »Uniform Compounds of Uniform Polyhedra«, Mathematical Proceedings of the Cambridge Philosophical Society, 79 (3): 447–457, doi:10.1017/S0305004100052440, MR 0397554.